# Mrzli Log
Mrzli Log este o localitate din comuna Idrija, Slovenia, cu o populație de 22 de locuitori.